# RNF5
RNF5 (англ. Ring finger protein 5) – білок, який кодується однойменним геном, розташованим у людей на короткому плечі 6-ї хромосоми. Довжина поліпептидного ланцюга білка становить 180 амінокислот, а молекулярна маса — 19 881.
| 10         |  | 20         |  | 30         |  | 40         |  | 50         |
| ---------- |  | ---------- |  | ---------- |  | ---------- |  | ---------- |
| MAAAEEEDGG |  | PEGPNRERGG |  | AGATFECNIC |  | LETAREAVVS |  | VCGHLYCWPC |
| LHQWLETRPE |  | RQECPVCKAG |  | ISREKVVPLY |  | GRGSQKPQDP |  | RLKTPPRPQG |
| QRPAPESRGG |  | FQPFGDTGGF |  | HFSFGVGAFP |  | FGFFTTVFNA |  | HEPFRRGTGV |
| DLGQGHPASS |  | WQDSLFLFLA |  | IFFFFWLLSI |  |            |  |            |

A: Аланін

C: Цистеїн

D: Аспарагінова кислота

E: Глутамінова кислота

F: Фенілаланін

G: Гліцин

H: Гістидин

I: Ізолейцин

K: Лізин

L: Лейцин

M: Метіонін

N: Аспарагін

P: Пролін

Q: Глутамін

R: Аргінін

S: Серин

T: Треонін

V: Валін

W: Триптофан

Кодований геном білок за функціями належить до трансфераз, фосфопротеїнів. 
Задіяний у таких біологічних процесах, як убіквітинування білків, ацетилювання. 
Білок має сайт для зв'язування з іонами металів, іоном цинку. 
Локалізований у мембрані, мітохондрії, ендоплазматичному ретикулумі.